# National Highway 1C
Der National Highway 1C ist ein National Highway, der vollständig in Jammu und Kashmir, Indien verläuft.
Die Straße verbindet Domel mit Katra und ist 8 km lang. In der neuen Systematik der Highway Nummern wird die Straße als National Highway 144 geführt werden.